# Syzygium austrocaledonicum
Syzygium austrocaledonicum är en myrtenväxtart som först beskrevs av Berthold Carl Seemann, och fick sitt nu gällande namn av André Guillaumin. Syzygium austrocaledonicum ingår i släktet Syzygium och familjen myrtenväxter.
Artens utbredningsområde är Nya Kaledonien. Inga underarter finns listade i Catalogue of Life.